# Avenue Thomas Frissen
L'avenue Thomas Frissen est une rue bruxelloise de la commune d'Auderghem qui relie l'avenue Gabriel Émile Lebon par l'avenue Alphonse Valkeners à Woluwe-Saint-Pierre, sur le territoire de laquelle cette rue s'appelle avenue des Éperviers sur une longueur de 60 mètres.

## Historique et description
La petite partie auderghemoise de ce chemin mesure environ 60 m et celle de Woluwe-Saint-Pierre, au moins 1 000 m. Ici elle porte un autre nom : avenue des Éperviers.
Le 6 avril 1959, le conseil communal décida de donner à l'avenue le nom du Maréchal des Logis-Chef Thomas FRISSEN, né le 26 mars 1882 à Neerharen, tué le 13 avril 1918 à Poperinge lors de la première guerre mondiale. Il était domicilié en la commune d'Auderghem.
- Premier permis de bâtir délivré le 23 mars 1960 pour le n° 3.

Documenten leren ons dat hij op 1 augustus 1914, net voor de oorlog uitbrak, deel uitmaakte van de gendarmerie in Oudergem (Brussel). Hierdoor was hij al getraind en beschikbaar om dienst te nemen in het leger.
Omdat Thomas Frissen geoefend was als gendarme, mocht hij op 1 augustus 1914 meteen naar het front trekken. Daar hield hij het lang uit, namelijk tot in april 1918. Hij maakte dus bijna de hele oorlog mee, tot hij een half jaar voor het einde van de gevechten sneuvelde. Zo vocht hij in totaal 44 maanden en 13 dagen aan het front, mooi bijgehouden in zijn militair dossier.
Deze lange periode zorgde ervoor dat Thomas Frissen recht had op niet minder dan 6 frontstrepen, een onderscheiding voor zij die een bepaalde tijd aan het front verbleven. 

Men kreeg ook een vergoeding tijdens de oorlog. Dit ging van 50 Belgische franken voor zij die achter het front zaten tot 75 Belgische franken voor zij die aan het front zelf verbleven. Zo verdiende Thomas Frissen voor zijn 45 maanden in totaal 3375 Belgische franken.
Nalatenschap van een soldaat
Thomas Frissen stierf in april 1918. Zoals vele liet hij hierbij een vrouw en kinderen achter, maar ook een erfenis. Deze zaak werd door de akte van notoriëteit geregeld. 
Zoals te lezen valt op de archieffoto was Thomas Frissen getrouwd met Elisabeth Lambregs waarmee hij een zoon, Marcel, en een dochter, Maria, had. Omdat de kinderen minderjarig waren, duidde men hun moeder als wettige voogd aan. 
De achtergebleven familie kreeg echter niet zomaar de erfenis. Twee getuigen moest immers verklaren dat zij de enige erfgenamen waren om misbruik tegen te gaan. In dit geval waren dat Joseph Caubergh en Jean Smets de getuigen van dienst. 
Deze akte was belangrijk. Zoals de  archief toont had de familie Thomas Frissen recht op een aanzienlijk bedrag dat de militair had verdiend door zijn verblijf aan het front. Ook na de oorlog hadden de nazaten nog recht op giften uit het Oud-Strijdersfonds.